# ユーロドローン
ユーロドローン
実寸大のモックアップ
- 用途：UCAV
- 分類：偵察機、攻撃機
- 製造者：

  - エアバス
  - ダッソー
  - レオナルド S.p.A等
- 運用者

  -  フランス（フランス空軍）
  -  スペイン（スペイン空軍）
  -  イタリア（イタリア空軍）
  -  ドイツ（ドイツ空軍
- 初飛行：2027年
- 運用開始：2028年
- 運用状況：開発中

ユーロドローン (Eurodrone) またはMALE RPAS (European Medium Altitude Long Endurance Remotely Piloted Aircraft System) はエアバス・ダッソー・レオナルド S.p.Aがドイツ・フランス・イタリア・スペイン向けに開発中の中高度長時間滞空無人機（MALE）。
情報収集、偵察、監視に加えて、武器を搭載した攻撃も可能で、2027年の初飛行を予定している。

## 開発
2013年6月16日、ダッソー・エアバス・フィンメカニカの3社が、 欧州の各国政府に対し無人攻撃機の共同開発プログラムを立ち上げることを要請する共同声明を発表した。欧州は無人機開発に遅れをとり、 無人機の供給を米国またはイスラエルからの輸入に頼っており、 共同開発は「欧州の軍事需要を支えることができると同時に、研究開発費用を共同出資することで、予算の負担を軽減できる」と主張した。
2015年5月18日、フランス、ドイツ、イタリアは、本機開発の初期段階として概念設計を実施することで合意した。その後、スペインは2016年に概念設計に参加する4番目の国になった。概念設計は2年間行われ、コストとリスクの観点から各国の要求を検討し、次の段階でメーカの提案に基づく開発が行われる。契約は2016年上半期に予定されている。

2015年11月、プログラム管理は欧州の防衛調達機関OCCARに割り当てられ、欧州防衛庁が航空交通統合と認証の支援を行うことが決定した。
2016年9月、2年間の概念設計が開始された。エアバス、ダッソー・アビエーション、レオナルドは、2018年4月のILAベルリン航空ショーで実寸大のモックアップを公開した。
2019年5月下旬、エアバスが提案書を提出した。提案内容についてフランス上院は、ドイツの要求（後述）のために本機が「重く、高くなりすぎ、輸出が困難になっている」と批判した。その後、初飛行は2024年、最初の納入は2027年に予定されていた。
新型コロナウィルスのパンデミックによる航空業界への影響により、計画が遅延し、開発契約締結は2021年、初飛行は2025年、納入は2028年に予定されている。
2022年2月24日、エアバスはOCCARとの間に本機の開発製造契約を結んだと発表した。この契約は20システムの開発製造および5年間の初期運用サポートが含まれており、主契約者はエアバス・ディフェンス＆スペース、1次下請け（MSC）はエアバス・ディフェンス＆スペース（スペイン）、ダッソーアビエーション、レオナルドとなっている。
2023年12月1日、 防衛省が、本計画に日本がオブザーバー参加すると発表した。同計画を管理する国際機関から承認を得たためで、MALE UAVの開発や運用に関する知見や技術の取得をめざす。

## 設計
ユーロドローンは1システムにつき3機の無人機により構成される。全長は30メートル、重量（積載量含む）は10トン。
双発のエンジンを機体後部に搭載し、プロベラを後ろ向きに配置した推進式である。これは都市部での運用を想定しているドイツが、単発機の場合エンジン故障によりドローンが家屋に墜落することを懸念したためである。尾翼は垂直尾翼の先端に水平尾翼があるT字尾翼である。　　　　　
両翼に2つずつ計4つのハードポイントが存在し、武器を搭載して攻撃を行うことが可能。ペイロード容量は2300kg。
双発機の採用によりサイズは同種のMQ-9 リーパーの約1.3倍、重量は約2倍になっており、RPASプロジェクトを監督するフランスの政治家、クリスチャン・カンボンは「肥満」に苦しんでいると機体サイズを批判した。

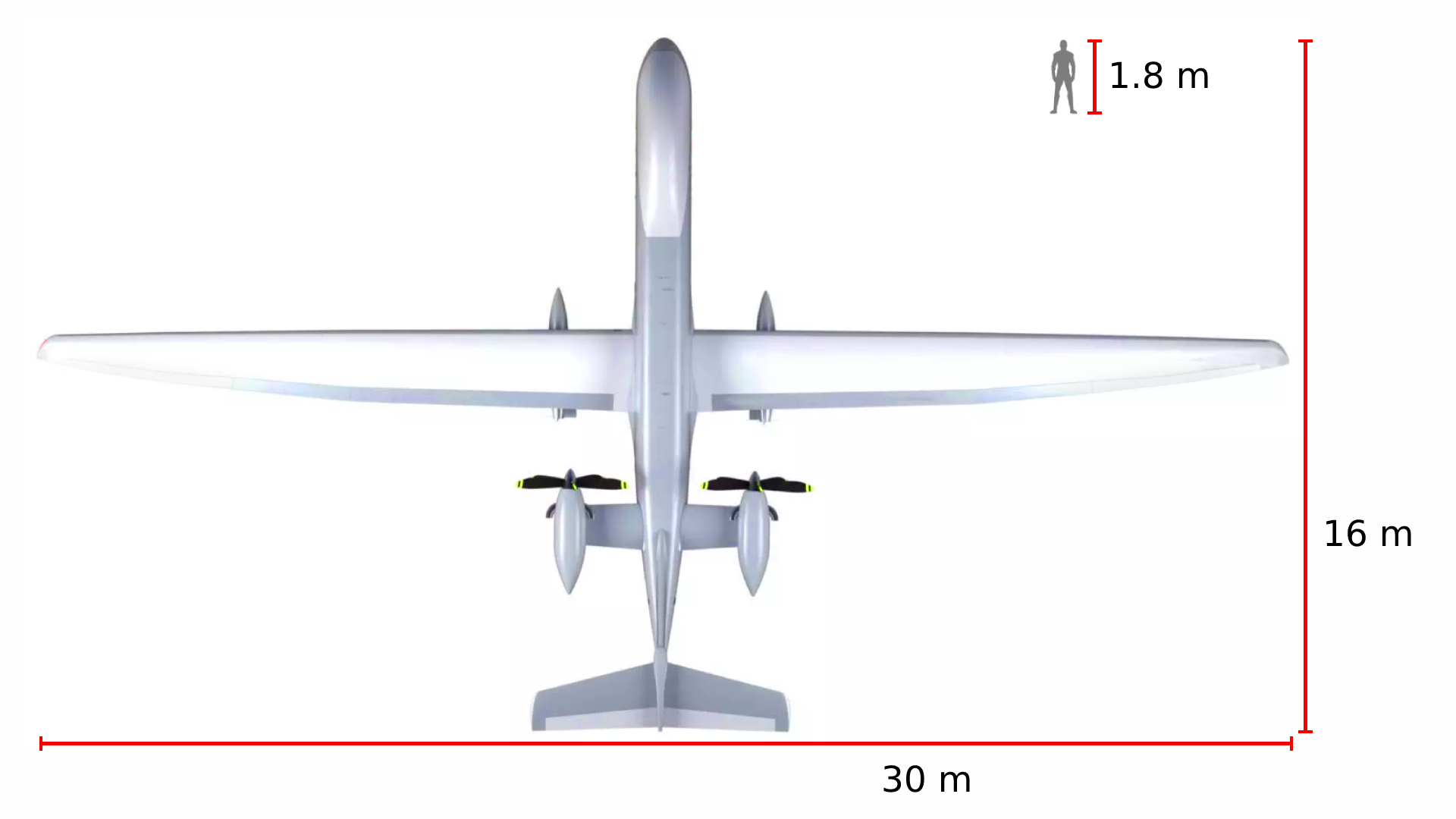
ユーロドローンの大きさ

## 運用国
フランス
- フランス空軍 - 12機（4システム）発注済み

 ドイツ
- ドイツ空軍 - 21機（7システム）発注済み

 イタリア
- イタリア空軍 - 15機（5システム）発注済み

 スペイン
- スペイン空軍 - 12機（4システム）発注済み

## 仕様
MALE RPAS
- 全長：16m
- 全幅：30m
- 全高：16m
- 最大離陸重量：11,000kg
- ペイロード：2,300kg
- エンジン：GE・アビエーション製General Electric Catalystターボプロップエンジン×2
- 巡航速度：500km/h
- 実用上昇限度：13,700m
- 滞空時間：18-40時間